# Morti nel 2024/Settembre
| Questa pagina contiene informazioni ricavate automaticamente dalle voci biografiche con l'ausilio del template Bio e di un bot. L'aggiornamento è periodico e automatico e ricostruisce completamente la pagina. Se manca una persona in questa lista, sei pregato di non aggiungerla, ma accertati piuttosto che la sua voce biografica contenga il template Bio e che i dati anagrafici siano correttamente compilati. Se il template Bio manca, inseriscilo tu stesso o, in alternativa, metti l'avviso {{tmp\|Bio}} che ne segnala la mancanza. Se i dati riportati sono sbagliati, correggi direttamente la voce biografica; le modifiche saranno visibili in questa lista entro pochi giorni. Per chiarimenti vedi il progetto biografie. La lista contiene solo le 182 persone che sono citate nell'enciclopedia e per le quali è stato implementato correttamente il template Bio. Pagina aggiornata al 18 lug 2025. |

- 1º settembre - Denis George Browne, vescovo cattolico neozelandese (n. 1937)
- 1º settembre - Budimir Lončar, politico, diplomatico e funzionario jugoslavo (n. 1924)
- 1º settembre - Sergio Rivero Kuhn, calciatore boliviano (n. 1963)
- 2 settembre - James Darren, attore, cantante e direttore artistico statunitense (n. 1936)
- 2 settembre - Anders Grönlund, cestista svedese (n. 1943)
- 2 settembre - Rodolfo Hernández, imprenditore e politico colombiano (n. 1945)
- 2 settembre - Sante Marsili, pallanuotista italiano (n. 1950)
- 2 settembre - Aleksandr Medved', lottatore sovietico (n. 1937)
- 3 settembre - Flora Fraser, XXI Lady Saltoun, nobile scozzese (n. 1930)
- 3 settembre - Guido Carlo Gatti, cestista italiano (n. 1938)
- 3 settembre - Zdeněk Rylich, cestista cecoslovacco (n. 1931)
- 3 settembre - Gianni Simoni, magistrato e scrittore italiano (n. 1938)
- 4 settembre - Luis Ayala, tennista cileno (n. 1932)
- 4 settembre - Vladimir Bure, nuotatore sovietico (n. 1950)
- 4 settembre - Bora Đorđević, cantante, musicista e politico serbo (n. 1952)
- 4 settembre - Hermes Ramírez, velocista cubano (n. 1948)
- 5 settembre - Jacques Breuer, attore e doppiatore tedesco (n. 1956)
- 5 settembre - Rebecca Cheptegei, mezzofondista e maratoneta ugandese (n. 1991)
- 5 settembre - Herbie Flowers, bassista e compositore britannico (n. 1938)
- 5 settembre - Elio Fontana, politico italiano (n. 1941)
- 5 settembre - Rich Homie Quan, rapper e cantante statunitense (n. 1989)
- 5 settembre - Sérgio Mendes, pianista, compositore e cantante brasiliano (n. 1941)
- 5 settembre - Laurent Tirard, regista, sceneggiatore e critico cinematografico francese (n. 1967)
- 6 settembre - Lucine Amara, soprano statunitense (n. 1925)
- 6 settembre - Paul Goldsmith, pilota motociclistico e pilota automobilistico statunitense (n. 1925)
- 6 settembre - Rebecca Horn, scultrice, regista e performance artist tedesca (n. 1944)
- 6 settembre - Sonia Iovan, ginnasta rumena (n. 1935)
- 6 settembre - Will Jennings, cantautore statunitense (n. 1944)
- 6 settembre - Renato Molinari, pilota motonautico italiano (n. 1946)
- 6 settembre - Cesare Poli, calciatore italiano (n. 1945)
- 6 settembre - Alan Rees, pilota automobilistico britannico (n. 1938)
- 6 settembre - Marco Ricci, cestista italiano (n. 1960)
- 6 settembre - Gaetano Salvemini, allenatore di calcio e calciatore italiano (n. 1942)
- 6 settembre - Francisco Valenzuela, cestista cileno (n. 1939)
- 6 settembre - Horst Weigang, calciatore tedesco orientale (n. 1940)
- 6 settembre - Bent Wolmar, calciatore danese (n. 1937)
- 6 settembre - Ron Yeats, calciatore e allenatore di calcio scozzese (n. 1937)
- 8 settembre - David Dumville, storico e medievista britannico (n. 1949)
- 8 settembre - Ana Gervasi, politica e diplomatica peruviana (n. 1966)
- 8 settembre - İlkan Karaman, cestista turco (n. 1990)
- 8 settembre - Mara Malavenda, sindacalista e politica italiana (n. 1945)
- 8 settembre - Henny Moan, attrice norvegese (n. 1936)
- 8 settembre - Pete Renaday, doppiatore statunitense (n. 1935)
- 8 settembre - Emi Shinohara, doppiatrice giapponese (n. 1963)
- 9 settembre - Carlos Bielicki, scacchista argentino (n. 1940)
- 9 settembre - John Cassaday, fumettista statunitense (n. 1971)
- 9 settembre - Marcello De Dorigo, fondista italiano (n. 1937)
- 9 settembre - Giacomo Dell'Orso, compositore, arrangiatore e polistrumentista italiano (n. 1930)
- 9 settembre - Gianfelice Ferlito, scacchista e dirigente d'azienda italiano (n. 1933)
- 9 settembre - James Earl Jones, attore e doppiatore statunitense (n. 1931)
- 9 settembre - Giorgio Maini, politico italiano (n. 1944)
- 9 settembre - Nereo Svara, ostacolista italiano (n. 1935)
- 9 settembre - Jeffrey Titford, imprenditore e politico britannico (n. 1933)
- 9 settembre - Caterina Valente, cantante, attrice e showgirl italiana (n. 1931)
- 9 settembre - Mitchell Wiggins, cestista e allenatore di pallacanestro statunitense (n. 1959)
- 10 settembre - Nick Becattini, cantante, musicista e chitarrista italiano (n. 1962)
- 10 settembre - Frankie Beverly, cantante, musicista e compositore statunitense (n. 1946)
- 10 settembre - Clio Maria Bittoni, avvocata italiana (n. 1934)
- 10 settembre - Roberto Challe, allenatore di calcio e calciatore peruviano (n. 1946)
- 10 settembre - Giancarlo Dalla Grana, dirigente sportivo italiano (n. 1933)
- 10 settembre - Michaela DePrince, ballerina sierraleonese (n. 1995)
- 10 settembre - Ernesto Franco, scrittore, dirigente d'azienda e ispanista italiano (n. 1956)
- 10 settembre - Eligio Martínez, calciatore paraguaiano (n. 1955)
- 11 settembre - Alberto Fujimori, politico peruviano (n. 1938)
- 11 settembre - Ehab Galal, allenatore di calcio e calciatore egiziano (n. 1967)
- 11 settembre - Luca Giurato, giornalista e conduttore televisivo italiano (n. 1939)
- 11 settembre - Steven Gregg, nuotatore statunitense (n. 1955)
- 11 settembre - Ibsen Martínez, drammaturgo, giornalista e scrittore venezuelano (n. 1951)
- 11 settembre - Chad McQueen, produttore televisivo, pilota di rally e imprenditore statunitense (n. 1960)
- 11 settembre - Sebastiano Sandro Ravagnani, autore televisivo italiano (n. 1956)
- 11 settembre - Joe Schmidt, giocatore di football americano e allenatore di football americano statunitense (n. 1932)
- 11 settembre - Malick Touré, calciatore maliano (n. 1995)
- 12 settembre - Joseph G. Gall, biologo statunitense (n. 1928)
- 12 settembre - John Haglelgam, politico micronesiano (n. 1949)
- 13 settembre - Franca Bettoja, attrice italiana (n. 1936)
- 13 settembre - Tommy Cash, cantante e chitarrista statunitense (n. 1940)
- 13 settembre - Wolfgang Gerhardt, politico tedesco (n. 1943)
- 13 settembre - Nicola Rotolo, politico italiano (n. 1925)
- 14 settembre - Walter Birtles, cestista canadese (n. 1937)
- 14 settembre - Otis Davis, velocista statunitense (n. 1932)
- 14 settembre - Jaber Al-Mubarak Al-Hamad Al-Sabah, politico kuwaitiano (n. 1942)
- 14 settembre - Marco Piga, calciatore italiano (n. 1956)
- 14 settembre - Luca Salvadori, pilota motociclistico italiano (n. 1992)
- 14 settembre - Berit Ås, politica e psicologa norvegese (n. 1928)
- 15 settembre - Aleksandr Baryšnikov, pesista sovietico (n. 1948)
- 15 settembre - Tito Jackson, cantautore e chitarrista statunitense (n. 1953)
- 15 settembre - Elias Khoury, scrittore e giornalista libanese (n. 1948)
- 15 settembre - Gheorghe Mulțescu, allenatore di calcio e calciatore rumeno (n. 1951)
- 15 settembre - Nikolaus Piper, giornalista tedesco (n. 1952)
- 15 settembre - Valentin Samungi, pallamanista rumeno (n. 1942)
- 15 settembre - Yukihiro Shibutani, sceneggiatore giapponese (n. 1960)
- 16 settembre - Robert Dill-Bundi, pistard e ciclista su strada svizzero (n. 1958)
- 16 settembre - Peter Green, storico, scrittore e traduttore britannico (n. 1924)
- 16 settembre - Héctor de Guevara, calciatore peruviano (n. 1940)
- 16 settembre - Eikoh Hosoe, fotografo e regista giapponese (n. 1933)
- 16 settembre - István Juhász, calciatore ungherese (n. 1945)
- 16 settembre - Barbara Leigh-Hunt, attrice britannica (n. 1935)
- 16 settembre - Gary Shaw, calciatore inglese (n. 1961)
- 16 settembre - Yeshey Zimba, politico bhutanese (n. 1952)
- 17 settembre - Nelson DeMille, scrittore statunitense (n. 1943)
- 17 settembre - César Martins de Oliveira, calciatore brasiliano (n. 1956)
- 17 settembre - Beppe Menegatti, regista teatrale italiano (n. 1929)
- 17 settembre - J. D. Souther, cantautore, chitarrista e attore statunitense (n. 1945)
- 17 settembre - Donnell Thompson, giocatore di football americano statunitense (n. 1958)
- 18 settembre - Ursula Brunner, nuotatrice tedesca (n. 1941)
- 18 settembre - Luigi Bulleri, politico italiano (n. 1934)
- 18 settembre - Sam Malcolmson, calciatore scozzese (n. 1947)
- 18 settembre - Salvatore Schillaci, calciatore italiano (n. 1964)
- 18 settembre - Tony Soper, ornitologo, naturalista e conduttore televisivo britannico (n. 1929)
- 18 settembre - Rolf Wolfshohl, ciclista su strada, ciclocrossista e pistard tedesco (n. 1938)
- 19 settembre - Ralph Abraham, matematico statunitense (n. 1936)
- 19 settembre - Jack Belrose, ingegnere canadese (n. 1926)
- 19 settembre - Nick Gravenites, cantautore statunitense (n. 1938)
- 19 settembre - Loredana Martinez, attrice italiana (n. 1947)
- 19 settembre - Viktorija Roščyna, giornalista ucraina (n. 1996)
- 19 settembre - Bruno Sacco, designer italiano (n. 1933)
- 19 settembre - Jonathan Wells, biologo statunitense (n. 1942)
- 20 settembre - Giovanni Casu, musicista italiano (n. 1933)
- 20 settembre - Pier Marco De Santi, storico del cinema, critico cinematografico e direttore artistico italiano (n. 1946)
- 20 settembre - Kathryn Grant, attrice statunitense (n. 1933)
- 20 settembre - Milena Jindrová, cestista cecoslovacca (n. 1944)
- 20 settembre - Paola Marella, architetta, designer e conduttrice televisiva italiana (n. 1963)
- 20 settembre - Sayuri, musicista e cantautrice giapponese (n. 1996)
- 20 settembre - Jon Svendsen, pallanuotista statunitense (n. 1953)
- 20 settembre - Randy West, attore pornografico statunitense (n. 1947)
- 21 settembre - Óscar Bogarín, cestista paraguaiano (n. 1936)
- 21 settembre - Benny Golson, musicista e compositore statunitense (n. 1929)
- 21 settembre - Salvatore Lo Presti, giornalista e saggista italiano (n. 1940)
- 21 settembre - Anna Laura Messeri, attrice teatrale, regista teatrale e docente italiana (n. 1929)
- 21 settembre - Mercury Morris, giocatore di football americano statunitense (n. 1947)
- 21 settembre - Osman Ragheb, attore, doppiatore e direttore del doppiaggio egiziano (n. 1926)
- 21 settembre - Aldo Silvagna, calciatore italiano (n. 1938)
- 22 settembre - Alessandro Fummi, giocatore di curling italiano (n. 1949)
- 22 settembre - Fredric Jameson, critico letterario statunitense (n. 1934)
- 22 settembre - Carmelo Mendoza, cestista argentino
- 22 settembre - Roberto Zanetti, critico musicale, musicologo e docente italiano (n. 1938)
- 23 settembre - Robert Aymar, fisico francese (n. 1936)
- 23 settembre - Pier Luigi Branduardi, calciatore italiano (n. 1943)
- 23 settembre - Giancarlo Crosta, canottiere italiano (n. 1934)
- 23 settembre - Rupert Keegan, pilota automobilistico britannico (n. 1955)
- 23 settembre - Asım Pars, cestista bosniaco (n. 1976)
- 24 settembre - Pierre-William Glenn, direttore della fotografia francese (n. 1943)
- 24 settembre - Amadou-Mahtar M'Bow, educatore e funzionario senegalese (n. 1921)
- 24 settembre - Michael Sladek, inventore e medico tedesco (n. 1946)
- 24 settembre - Elio Tinti, vescovo cattolico italiano (n. 1936)
- 25 settembre - Piero Angelini, politico italiano (n. 1936)
- 25 settembre - Beniamino Brocca, pedagogista e politico italiano (n. 1934)
- 25 settembre - Leonard Compagno, ittiologo statunitense (n. 1943)
- 25 settembre - Roman Madjanov, attore russo (n. 1962)
- 25 settembre - Romeo Ricciuti, politico italiano (n. 1930)
- 26 settembre - John Ashton, attore statunitense (n. 1948)
- 26 settembre - Michel Carrega, tiratore a volo francese (n. 1934)
- 26 settembre - Joe Wolf, cestista e allenatore di pallacanestro statunitense (n. 1964)
- 27 settembre - Aldo Amati, politico italiano (n. 1944)
- 27 settembre - John Little, fisico statunitense (n. 1928)
- 27 settembre - Hassan Nasrallah, religioso e politico libanese (n. 1960)
- 27 settembre - Pit Passarell, bassista argentino (n. 1968)
- 27 settembre - Fazile Hanimsultan, principessa egiziana (n. 1941)
- 27 settembre - Maggie Smith, attrice britannica (n. 1934)
- 28 settembre - Drake Hogestyn, attore statunitense (n. 1953)
- 28 settembre - Kris Kristofferson, cantautore, musicista e attore statunitense (n. 1936)
- 28 settembre - Barry Lloyd, allenatore di calcio e calciatore inglese (n. 1949)
- 28 settembre - Glauco Mauri, attore e regista teatrale italiano (n. 1930)
- 28 settembre - Alexandre do Nascimento, cardinale e arcivescovo cattolico angolano (n. 1925)
- 28 settembre - Bjørn Martin Olsen, calciatore norvegese (n. 1962)
- 28 settembre - Jacques Teugels, calciatore belga (n. 1946)
- 29 settembre - Andrea Capone, calciatore italiano (n. 1981)
- 29 settembre - Ron Ely, attore e scrittore statunitense (n. 1938)
- 29 settembre - Richard Hamilton, matematico statunitense (n. 1943)
- 29 settembre - Marko Valok, calciatore e allenatore di calcio jugoslavo (n. 1927)
- 29 settembre - Nobuyo Ōyama, doppiatrice giapponese (n. 1933)
- 30 settembre - Walter Brugiolo, attore e cantante italiano (n. 1961)
- 30 settembre - Gavin Creel, attore teatrale e cantante statunitense (n. 1976)
- 30 settembre - Farida, cantante italiana (n. 1946)
- 30 settembre - Ken Johnston, cestista e allenatore di pallacanestro scozzese
- 30 settembre - Dikembe Mutombo, cestista della Repubblica Democratica del Congo (n. 1966)
- 30 settembre - Humberto Ortega, rivoluzionario, generale e politico nicaraguense (n. 1947)
- 30 settembre - Ken Page, attore e cabarettista statunitense (n. 1954)
- 30 settembre - Park Ji-ah, attrice sudcoreana (n. 1972)
- 30 settembre - Jacques Réda, poeta e critico musicale francese (n. 1929)
- 30 settembre - Pete Rose, giocatore di baseball e allenatore di baseball statunitense (n. 1941)
- 30 settembre - Adelio Giuseppe Tomasin, vescovo cattolico e missionario italiano (n. 1930)